# 巴萊丘克
47°5′27″N 30°42′26″E / 47.09083°N 30.70722°E
巴萊丘克（烏克蘭語：Балайчук）是位於烏克蘭西南部的村莊，由敖德萨州贝雷济夫卡区的勞希夫卡市鎮負責管轄。該村始建於1865年，面積2.54平方公里，海拔高度51米，2001年人口436，人口密度每平方公里171.45人。